# Sitio de Kehl (1703)
El sitio de Kehl de 1703 fue una acción militar de la Guerra de Sucesión Española, en la cual fuerzas francesas y españolas bajo el mando del duque de Villars capturaron la fortaleza del Sacro Imperio Romano en Kehl, frente a Estrasburgo en el Rhin. Las operaciones de asedio empezaron el 20 de febrero de 1703, tras la temprana salida de Villars sus cuarteles invernales. La fortaleza, defendida por 3,500 hombres de Luis Guillermo de Baden-Baden, capituló el 10 de marzo.